# 松浦屏風

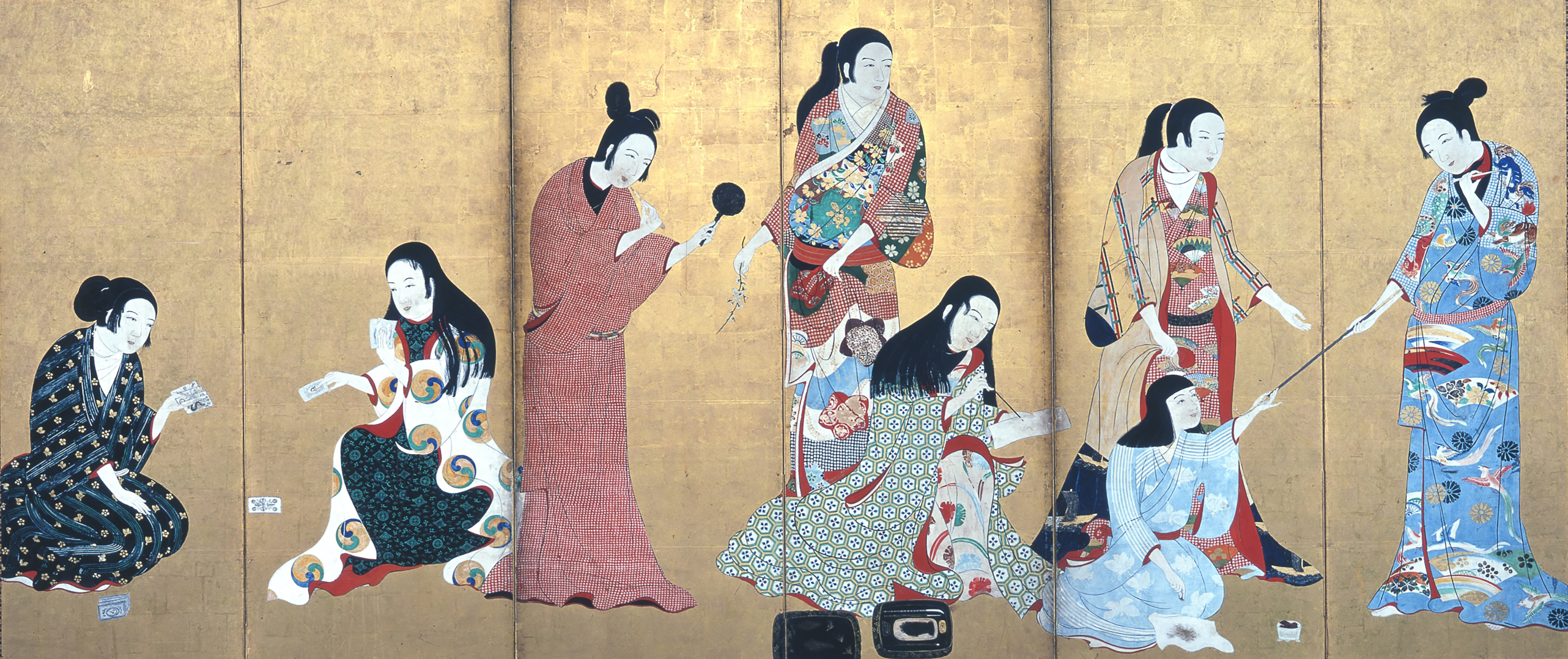

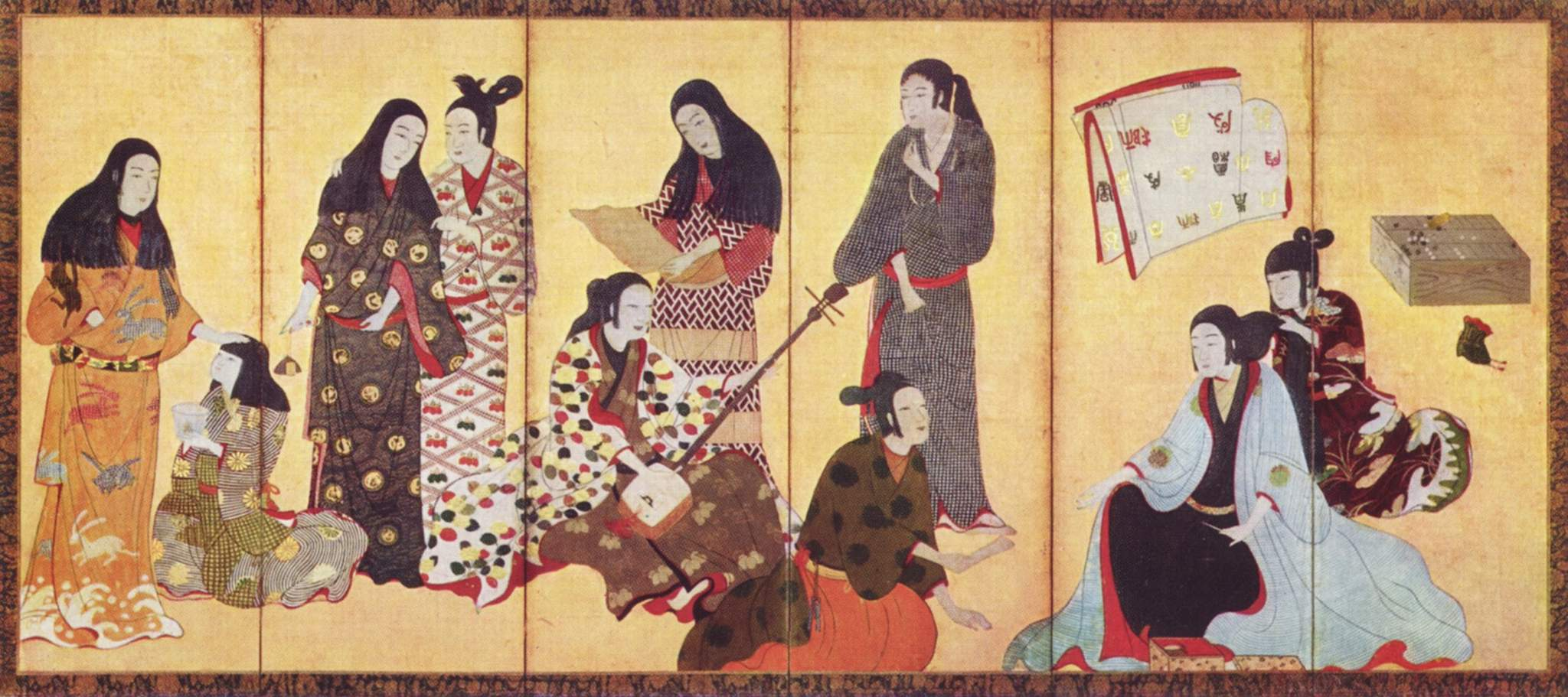

松浦屏風（日语：松浦屏風、まつうらびょうぶ）是日本江戶時代初期的風俗圖屏風。這一作品是日本國寶，並且也是郵票趣味週間20日元郵票圖案。